# Rusko (artiest)
Rusko is de artiestennaam van de Engelse dubstepproducer Christopher Mercer (Leeds, 26 januari 1985).

## Biografie
Chris Mercer komt uit een muzikale familie. Zijn moeder speelde in een bandje toen hij baby was en hij speelde al jong op de piano, saxofoon en gitaar die in het gezin aanwezig waren en speelde later basgitaar in enkele punkgroepen in zijn woonplaats York. Hij begon met muziekproduceren met Sony ACID Pro en ging later naar de Leeds College of Music en studeerde daar af op muziekproductie. Na zijn debuutsingle SNES Dub uit 2006 op het label Dub Police ging hij zich tevens toeleggen op dj-werk. In december 2007 maakte hij met Caspa de eerste dubstepplaat in de serie FabricLive en ook buiten deze samenwerking vormden zij het duo Caspa & Rusko. Hieraan kwam een voorlopig einde na Rusko's verhuizing naar Los Angeles in september 2009. Hij produceerde voor Rihanna, Adele en Britney Spears. Rusko's werk voor Spears kon worden gered bij een brand in zijn huis en opnamestudio op 3 december 2010, maar nummers voor zijn eigen toekomstige album gingen verloren.
Rusko trad onder andere op tijdens het Glastonbury Festival, Dour Festival en in het Patronaat en Paradiso.

## Discografie

### Albums
| Album met eventuele hitnotering(en) in de Nederlandse Album Top 100 | Datum van verschijnen | Datum van binnenkomst | Hoogste positie | Aantal weken | Opmerkingen |
| ------------------------------------------------------------------- | --------------------- | --------------------- | --------------- | ------------ | ----------- |
| Fabriclive 37                                                       | 10-12-2007            | -                     |                 |              | met Caspa   |
| OMG                                                                 | 04-05-2010            | -                     |                 |              |             |
| Songs                                                               | 2012                  | -                     |                 |              |             |

### Singles
| Single met hitnotering(en) in de Vlaamse Ultratop 50 | Datum van verschijnen | Datum van binnenkomst | Hoogste positie | Aantal weken | Opmerkingen       |
| ---------------------------------------------------- | --------------------- | --------------------- | --------------- | ------------ | ----------------- |
| Hold on                                              | 20-09-2010            | 02-10-2010            | tip21           | -            | met Amber Coffman |
| Everyday                                             | 18-04-2011            | 14-05-2011            | tip32           | -            |                   |
| Somebody to love                                     | 20-02-2012            | 25-02-2012            | tip77           | -            |                   |